# Musée préfectoral
Le musée préfectoral (県立博物館, kenritsu hakubutsukan) est, au Japon, une innovation postérieure à la Seconde Guerre mondiale. Ces musées  ont tendance à être grands et certains sont plus réputés pour leur architecture que pour les collections qu'ils détiennent. Étant donné que ces institutions sont d'origine récente, leurs collections ont tendance à ne pas contenir de pièces d'art ancien du Japon. L'art de l'ère Meiji et du XXe siècle, avec l'accent mis sur l'art local, tend à dominer les collections. Les musées préfectoraux accueillent des expositions de collections de Tokyo, bien que ces expositions ont tendance à être consacrées à l'art contemporain. 
Parmi les exemples de musées préfectoraux, on compte :
- musée d’art d’Aomori ;
- centre culturel préfectoral de Kōchi ;
- musée préfectoral d'Okayama ;
- musée préfectoral d'Okinawa.

L'architecte Kunio Maekawa a conçu le musée préfectoral d'art de Kumamoto à Kumamoto ainsi que le musée préfectoral de Saitama à Ōmiya. 
Certains musées préfectoraux sont spécialisés dans un aspect de la culture locale. Le musée préfectoral d'art de Nagasaki en est un exemple. Il abrite une collection de peintures de l'école de Nagasaki.